# Puertoricotrupial
Puertoricotrupial (Icterus portoricensis) är en fågel i familjen trupialer inom ordningen tättingar.

## Utbredning och systematik
Fågeln förekommer enbart på Puerto Rico. Tidigare betraktades bahamatrupial, puertoricotrupial, kubatrupial och hispaniolatrupial som en och samma art, I. dominicensis.

## Status
Puertoricotrupialen har ett litet utbredningsområde. Den tros också minska i antal. IUCN kategoriserar den dock ändå som livskraftig.